# Lazarus (álbum de Travie McCoy)
Lazarus é o álbum de estreia de estúdio do cantor norte-americano e membro da banda Gym Class Heroes Travie McCoy. Foi lançado em 8 de Junho de 2010 pela editora discografica Atlantic Records em formato físico e digital. McCoy anunciou seus planos de seguir uma carreira a solo no início de 2010, embora insistisse que Gym Class Heroes não tinha se separado. Depois de criar demos de canções melancólicas e ritmo de baixo, McCoy decidiu abandonar seu primeiro material e começar de novo, como ele alegou que as músicas eram "muito pessoais". Ele começou a escrever mais "hinos de festa" de ritmo acelerado com temas líricos de superar a dor. Musicalmente, McCoy se influencia de diversos géneros musicais na gravação, incluindo o hip-hop, o reggae e o rock. O álbum contém colaborações de Bruno Mars, Cee Lo Green, T-Pain, entre outros.

## Alinhamento de faixas
1. "Dr. Feel Good" (com participação de Cee-Lo Green) - 3:54
2. "Superbad (11:34)" - 3:12
3. "Billionaire" (com participação de Bruno Mars) - 3:31
4. "Need You" - 3:23
5. "Critical" (com participação de Tim William) - 3:17
6. "Akidagain" - 3:42
7. "We'll Be Alright" - 3:17
8. "The Manual" (com participação de T-Pain & Young Cash) - 4:10
9. "After Midnight" - 3:46
10. "Don't Pretend" (com participação de Colin Munroe) - 3:06

## Desempenho nas tabelas musicais
| Paíse — Tabela musical (2010)                               | Posição de pico |
| ----------------------------------------------------------- | --------------- |
| Estados Unidos — Billboard 200                              | 25              |
| Reino Unido — UK Albums Chart (The Official Charts Company) | 69              |